# Cuerpo de Bomberos Universidad Central de Venezuela
El Cuerpo de Bomberos Voluntarios Universitarios de la Universidad Central de Venezuela (Cbvucv) o Bomberos UCV, es un cuerpo de bomberos que opera en la Ciudad Universitaria de Caracas, Venezuela, en el campos Universidad Central de Venezuela es el primer Cuerpo de Bomberos Universitarios en el país. Fue fundado el 10 de marzo de 1960 en Venezuela y cuenta actualmente con aproximadamente 100 bomberos voluntarios.

## Historia
A finales de la década de 1950, en El Ávila se dieron una serie de incendios forestales, por lo que un grupo de jóvenes estudiantes universitarios de la Universidad Central de Venezuela se unió para combatir esa serie de fuegos y consolidaron la institución para fundarla  finalmente el 10 de marzo de 1960.
Muchas veces se afirma que este fue el primer cuerpo de Bomberos Universitarios del mundo, sin embargo hay reseña de un Cuerpo de Bomberos de la Universidad en el estado de Indiana en Estados Unidos fundado en 1879, se trata del "Notre Dame Fire Department".
La creación de la institución fue durante la gestión del Rector Dr. Francisco De Venanzi y con apoyo de la Comandancia del Cuerpo de Bomberos de Caracas, siendo liderada por el Comandante Cnel (B) Victoriano Jordán.
La primera sede de la Institución fue un viejo bus, posteriormente tuvieron sus instalaciones en el edificio de la Biblioteca Central de la UCV y en la actualidad tienen su sede en el Sótano del Gimnasio Cubierto de la UCV, cercano a  Avenida interna de la UCV.
La primera unidad con la que contó el Cuerpo de Bomberos fue un camión Ford del año 1946, importado desde los Estados Unidos, que había pertenecido a los Bomberos Aeronáuticos del Aeropuerto Internacional de Maiquetía. Fue entregado por el Ministerio de Comunicaciones para fortalecer el voluntariado dentro de la institución.
La primera mujer en ocupar el cargo de Comandante fue Rosalba Lira, en 1991, suele creerse que fue la primera mujer comandante de un Cuerpo de Bomberos en Venezuela, sin embargo, ya en 1982, Norka Rojas había ocupado ese cargo en otra institución, el Cuerpo de Bomberos UCV Maracay.
A lo largo de su trayectoria, el cuerpo de bomberos de la UCV no sólo ha atendido emergencias en la Universidad, también asiste a Guardias de Prevención en sitios turísticos durante temporadas altas y a múltiples desastres o emergencias de envergadura como lo fueron el Terremoto de México de 1985, el Terremoto de El Salvador, Terremoto de Cariaco de 1997, la Tragedia de Vargas y la Tragedia de Tacoa.

## Cuartel central

### Cuartel Central Sgto. 1.º (F.) Gabriel Vicente Hernández Ferrer
La institución tiene su actual sede en el  Sótano del Gimnasio Cubierto de la UCV, lleva el nombre de Gabriel Hernández por haber fallecido en servicio, la estación cuenta con amplias instalaciones de espacios techados y descubiertos que fueron remozados entre 2021 y 2022 por las obras de restauración de la Universidad Central de Venezuela. En la entrada existe la Plaza del Bombero, espacio que entre árboles de mango alberga un nicho con una figura de una virgen. Un espacio abierto a la entrada denominado "Patio A", que sirve como estacionamiento para el parque automotor, el "Patio B" con una cancha de baloncesto y balompié, una torre para práctica de maniobras de rescate y las instalaciones techadas que albergan espacios como la sala de radios, comandancia, operaciones, dormitorios, sanitarios y diferentes oficinas. 

## Organización

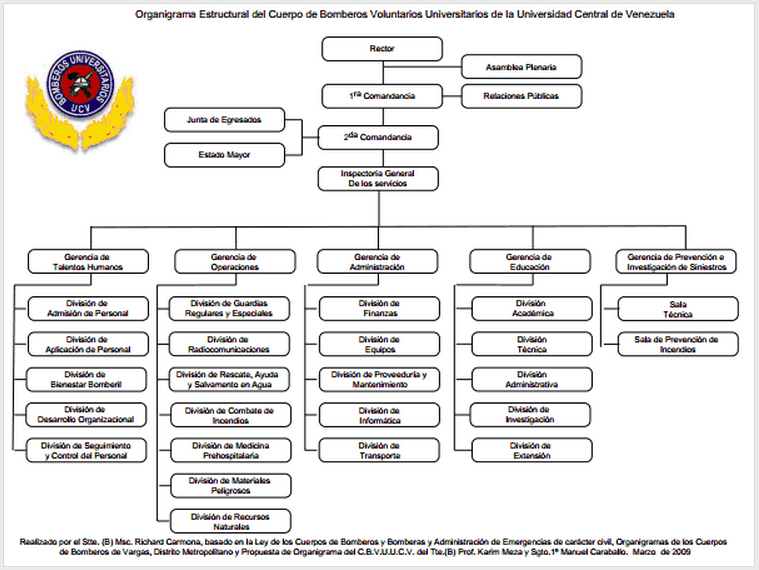
Organigrama de Bomberos UCV

El Cuerpo de Bomberos UCV, depende administrativamente del Rectorado, internamente tiene la figura de la Asamblea Plenaria, una Comandancia y diferentes gerencias de las cuales dependen algunas Divisiones como lo muestra el organigrama de la institución.  

## Curso de formación
Para ser bombero de la UCV ingresas estudiantes universitarios o miembros de comunidades universitarias al curso de formación que dura un año con los siguientes módulos
- Organización y Funcionamiento Bomberil (OFB): Se imparten los principios fundamentales de los bomberos en el Mundo y en Venezuela, las estructuras, organigramas jerarquías, clavedes y demás fundamentos básicos de los cuerpos de bomberos.

- Atención prehospitalaria (APH): en este módulo, se imparten los fundamentos de un auxilio médico de emergencia, más que primeros auxilios incluye tópicos como electrocuciones, heridas, hemorragias, quemaduras, reanimación cardio pulmonar e incluso temas como el parto de emergencia.
- Técnicas Básicas Bomberiles (TBB): en este apartado del curso, el futuro bombero adquiere los conocimientos teóricos y prácticos relacionados con la prevención y control de incendios, algunos de los temas abordados son, química del fuego, extintores, agentes de extinción, tendido de mangueras, fenómenos especiales del fuego e incluso inspecciones.
- Técnicas Básicas de Rescate (TBR): se imparten los conocimientos y aspectos generales de la búsqueda y salvamento como rescate con cuerdas, rescate vehicular, rápel y otras técnicas.

## Comandantes
• 1960 - 1964 René Torres Baralt
• 1964 - 1969 Enrique Bart Suster
• Ricardo Domínguez
• 1969 - 1971 Jaime Fossi
• 1972 - 1975 Gustavo Hoenicka 
• 1976 - 1977 Pedro Miguel Castillo
• 1977 Rafael Nieves (Encargado)
• 1977 - 1978 Emiro Román
• 1980 - 1981 Henry Salazar
• 1982 - 1983 Jairo Barradas
• 1982 - 1983 Enrique Marcano
• 1983 - 1984 Carlos David Rivera
• 1983 - 1984 Pedro Pablo Pernía
• 1984 - 1985 David E. Guía
• 1985 - 1986 Rubén Álvarez N.
• 1986 - 1987 Jesús Rivas M.
• 1988 - 1990 Rubén Álvarez
• 1990 - 1991 Rosalba Lira 
• 1991 - 1992 Frank Drescher 
• 1992 Héctor Jiménez
• 1992 - 1992 César Laurentin, Frank Drescher y Pedro Guevara 
• 1992 - 1992 Juan Carlos Rodríguez 
• 1993 - 1993 Héctor Jiménez 
• 1993 - 1994 Juan Carlos Rodríguez Doval 
• 1994 - 1995 Juan Carlos Rodríguez Doval 
• 1995 - 1995 Juan Carlos Rodríguez Doval 
• 1995 - 1996 Juan Carlos Rodríguez Doval 
• 1996 - 1996 Juan Carlos Rodríguez Doval 
• 1996 - 1997 Juan Carlos Rodríguez Doval 
• 1997 - 1998 José Mejías 
• 1998 - 1998 Juan Carlos Rodríguez Doval
• 1999 - 1999 Juan Carlos Rodríguez Doval
• 1999 - 2000 Juan Carlos Rodríguez Doval
• 2000 - 2001 Juan Carlos Rodríguez Doval
• 2001 - 2002 Frank Drescher
• 2002 - 2003 Alejandro Monets
• 2003 - 2004 Wilman Suárez
• 2004 - 2005 Ingar Janeth Muñoz Díaz
• 2005 - 2006 Raquel Girón
• 2006 - 2007 Ingar Janeth Muñoz Díaz
• 2007 - 2008 Ingar Janeth Muñoz Díaz
• 2008 – 2009 Alejandro Fidel Montes
• 2009 - 2010 Joaquín Rangel
• 2010 - 2011 Brielida Belisa Rivero
• 2011 - 2012 Ramar Montaño
• 2012 - 2013 Alejandro Fidel Montes
• 2013 - 2014 David Cántara
• 2014 - 2015 David Cántara
• 2015 - 2016 David Cántara
• 2016 - 2017 Damelis Cardozo
• 2017 - 2019 María Rosario Alanís
• 2019 - 2020 Ramar Montaño
• 2020 - 2021 Antonio Febres
• 2021 - 2021 Alejandro Fidel Montes
• 2021- 2021 Antonio Febres
• 2021 - 2021 Albemir Joel Carmelo Ecuer
• 2021 - 2022 Carlos Arturo Arévalo
• 2022 - 2023 Carlos Arturo Arévalo
• 2023 - 2024 Carlos Arturo Arévalo
• 2024 - 2025 Albemir Joel Carmelo Ecuer

## Brigada Infantil y juvenil de bomberos
La institución cuenta con una brigada infantil y juvenil de bomberos que entrena a niños y jóvenes en materias similares a los temas de la profesión bomberil, esta brigada lleva por nombre Cdte. (F.) David Guía.

## Unidades
La primera sede de la Institución fue un autobús viejo, pero a lo largo de la historia, ha contado con diferentes unidades vehiculares como: 

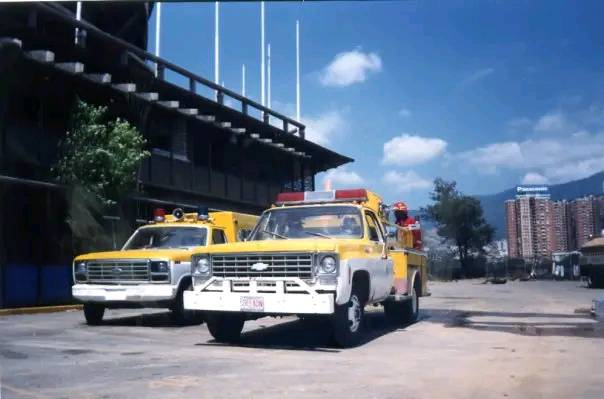
Unidad 4-C del Cuerpo de Bomberos Voluntarios de la UCV Caracas

• Unidad 4-C (Retirada de servicio) 
Vehículo Chevrolet 350 donado por Pepsi Cola, empresa de refrescos (bebidas gaseosas), fue el primer carro bomba de la Institución, se trataba de un minibomba equipado con bomba HALE de acople con caudal de 250 GPM y tanque de agua de una capacidad de 1000 litros. Fue ensamblada en 1983 por la empresa venezolana Tecnofuego sobre un módulo del fabricante EmergencyOne (E-ONE)." 
• Unidad 17-J (Cedida a Bomberos UNELLEZ) 

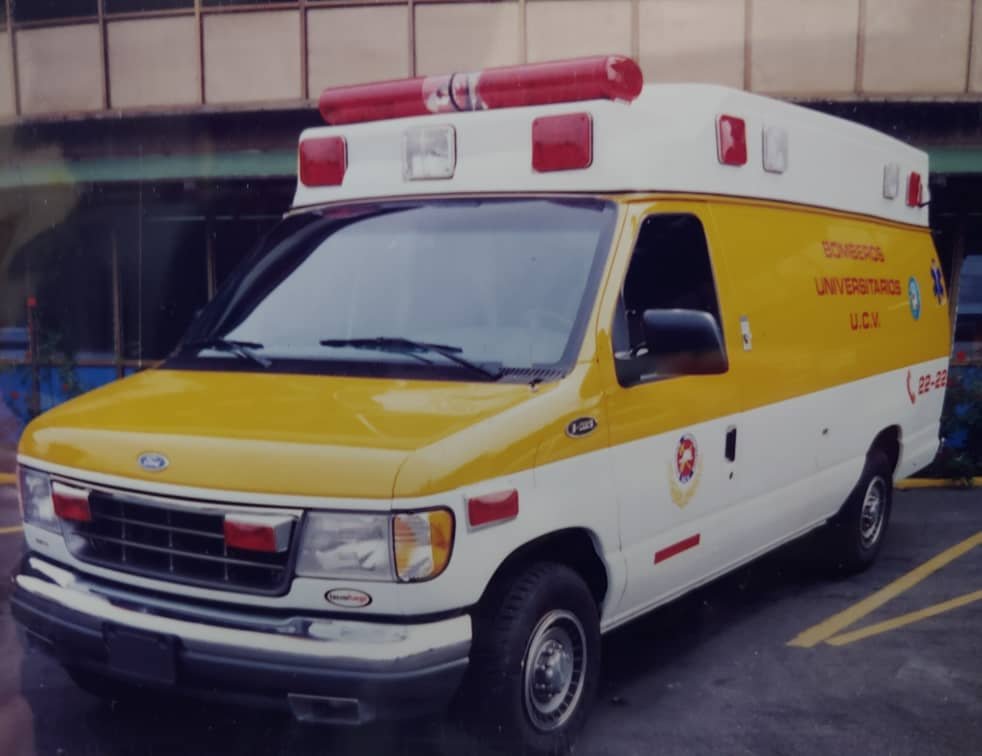
Unidad 17-J Ambulancia Ford Econoline E-One

Unidad Ford Econoline (E-ONE). Automática. Originalmente de motor gasoil o diésel, fue sutitutido a motor de gasolina. Considerada por muchos, la "mejor" ambulancia que ha tenido la Institución. 
• Unidad 348 (Retirada de servicio)   

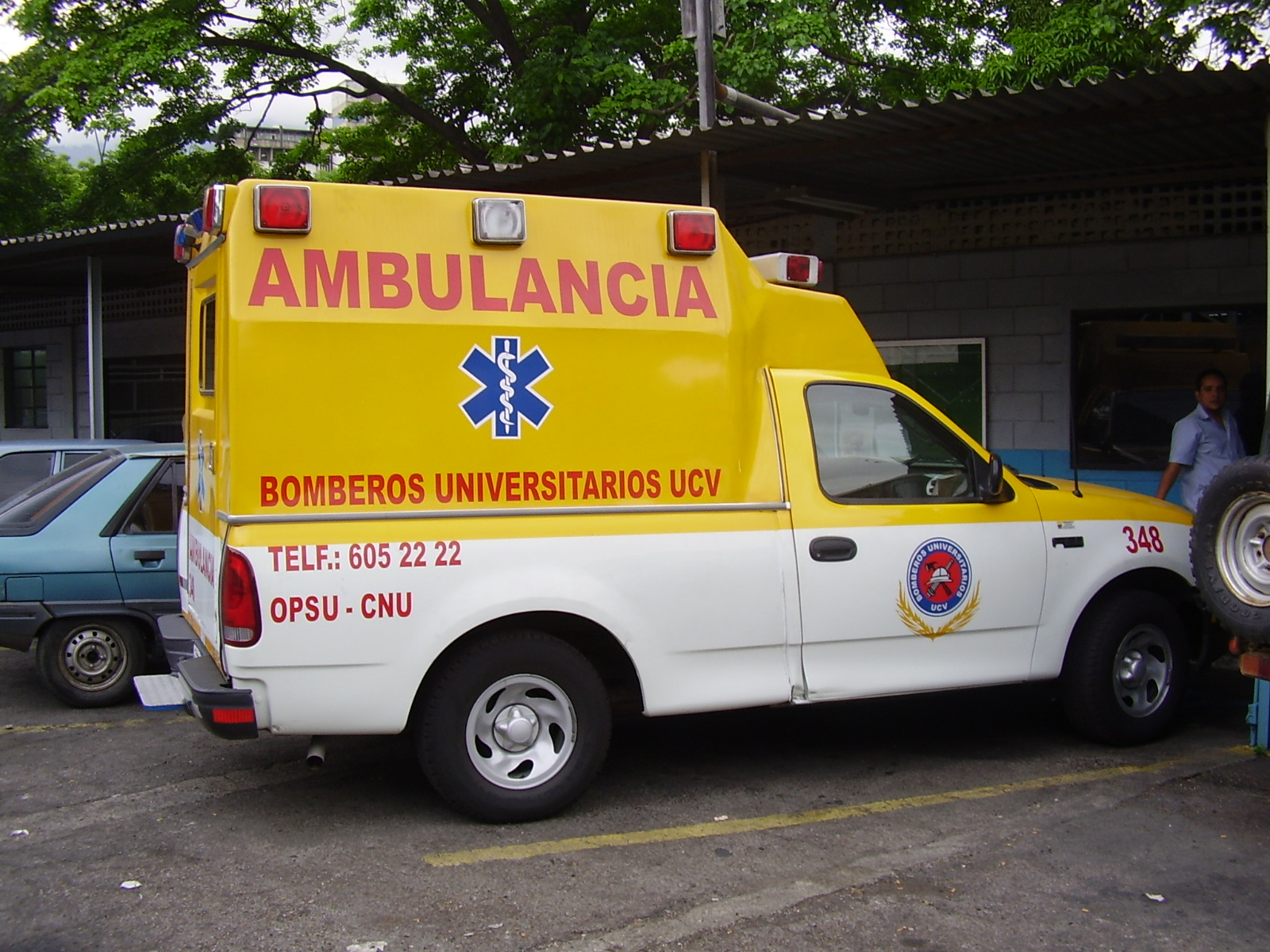
Ambulancia Unidad 348 del Cuerpo de Bomberos Voluntarias de la Universidad Central de Venezuela - Caracas

Ambulancia Ford-150 con adaptación a ambulancia por ESECA denominada 348 en honor al carnet bomberil de la Comandante (B.) Dra. Inghar Janeth Muñoz Díaz. Fue entregada por OPSU-CNU.    
• Unidad AEA (Retirada de servicio)   

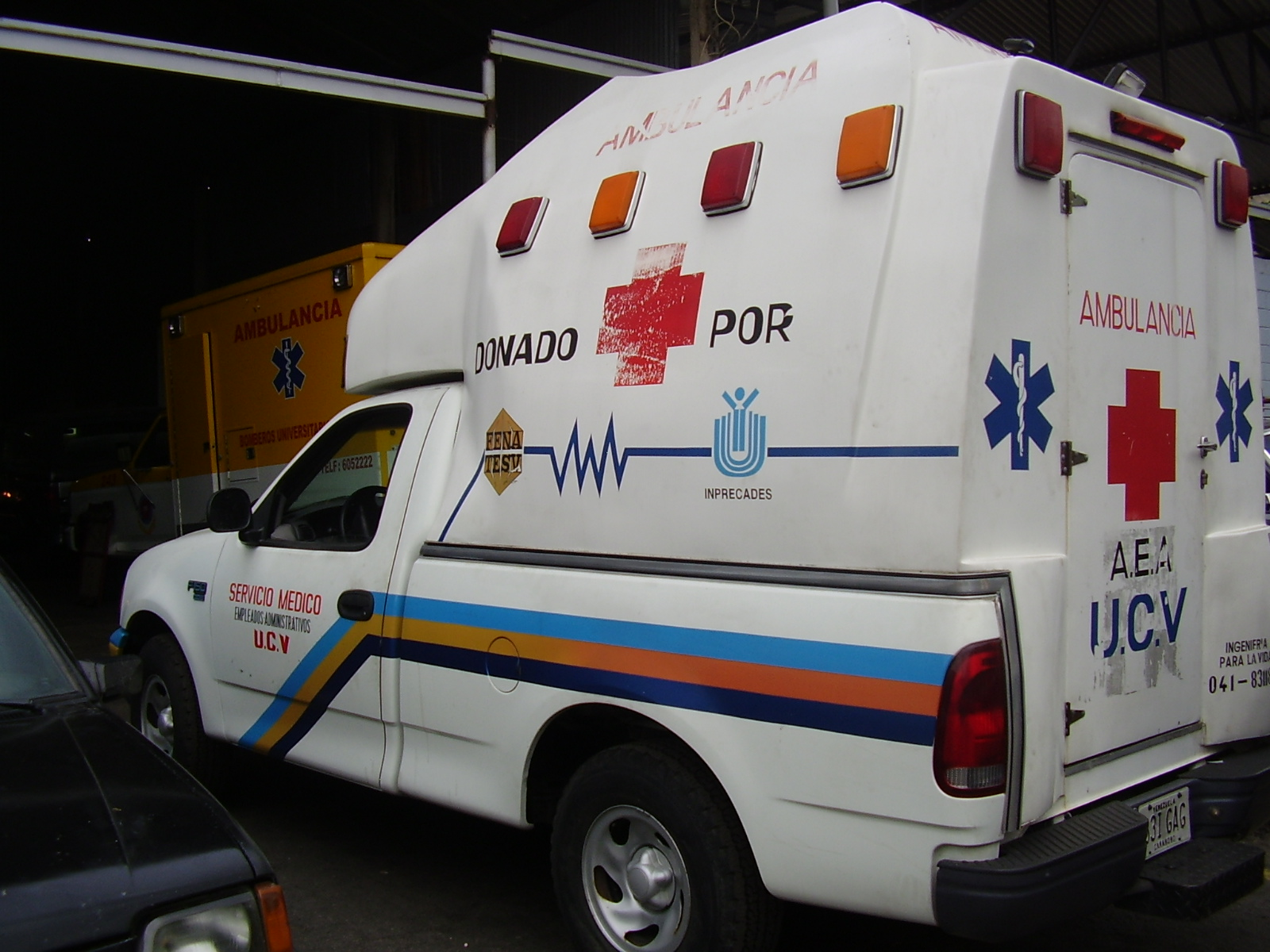
Unidad Ambulancia AEA de Bomberos UCV

Ambulancia Ford-150 cedida al Cuerpo de Bomberos por la Asociación de Empleados Administrativos, siglas que deben su honor a la codificación interna de Bomberos UCV. Esta unidad era de esa dependencia de la Universidad y gracias a trámites de los efectivos bomberiles José Andrés Gantes Frías y Elio Pimentel, se asingó a la Institución. Fue retirada de servicio porque se despegó la banda de rodamiento de un neumático en la entonces Autopista Francisco Fajardo, hoy en día Autopista Gran Cacique Guaicaipuro y sufrió una colisión que la dejó inservible.    
• Unidad 325 (En mantenimiento)    

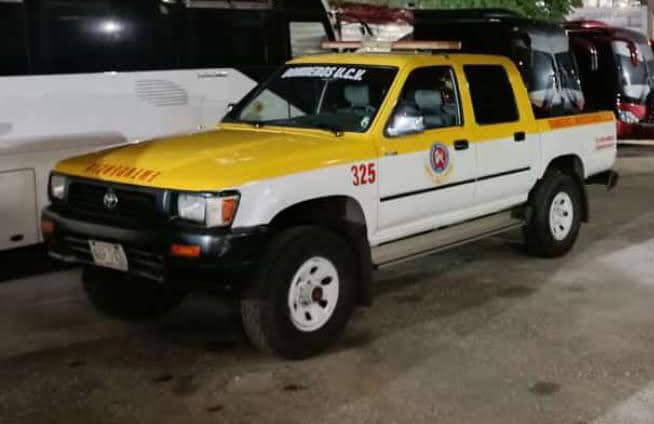
Unidad 325

Toyota Hilux año 1999, sincrónica con Motor 22R de cilindrada 2.4. Es una unidad que ha sido usada para logística, rescate, incendios forestales y otros. En 20024, luego de años inoperativa, se cambió el embrague (disco, plato y collarín), estopera del cigüeñal. Pero aún le faltan otras reparaciones.    
• Unidad 09 (Retirada de servicio)    

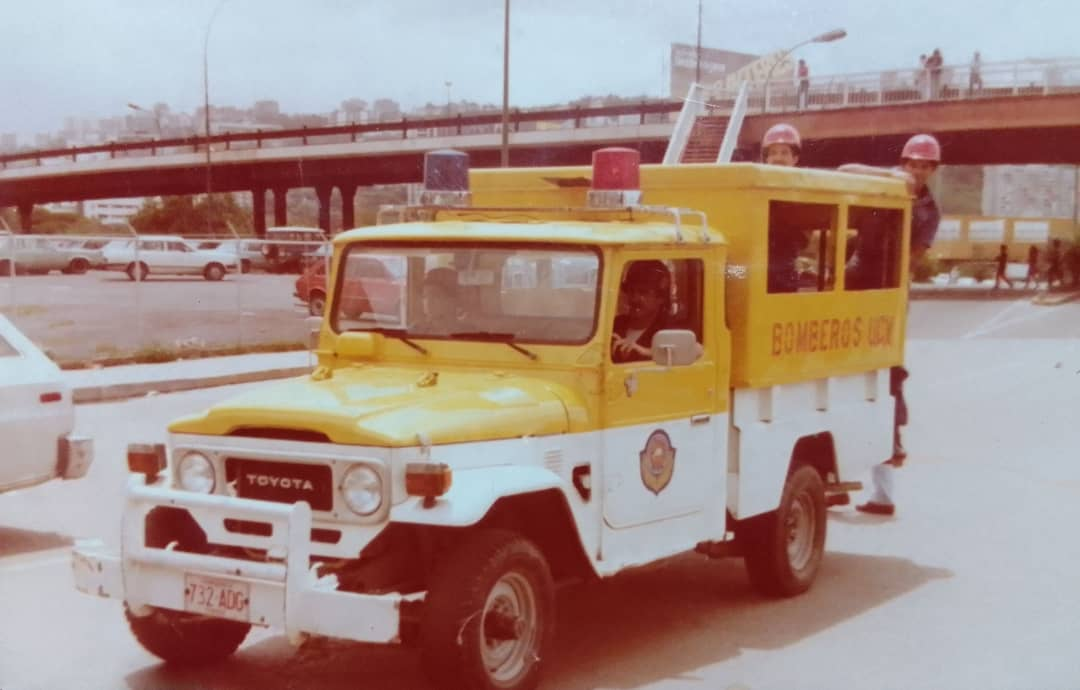
Unidad 09 Bomberos UCV

FJ40 o Macho Toyota usada en logística, traslado y afines.     
• Unidad 65-A
Ambulancia JMC New Carrying     

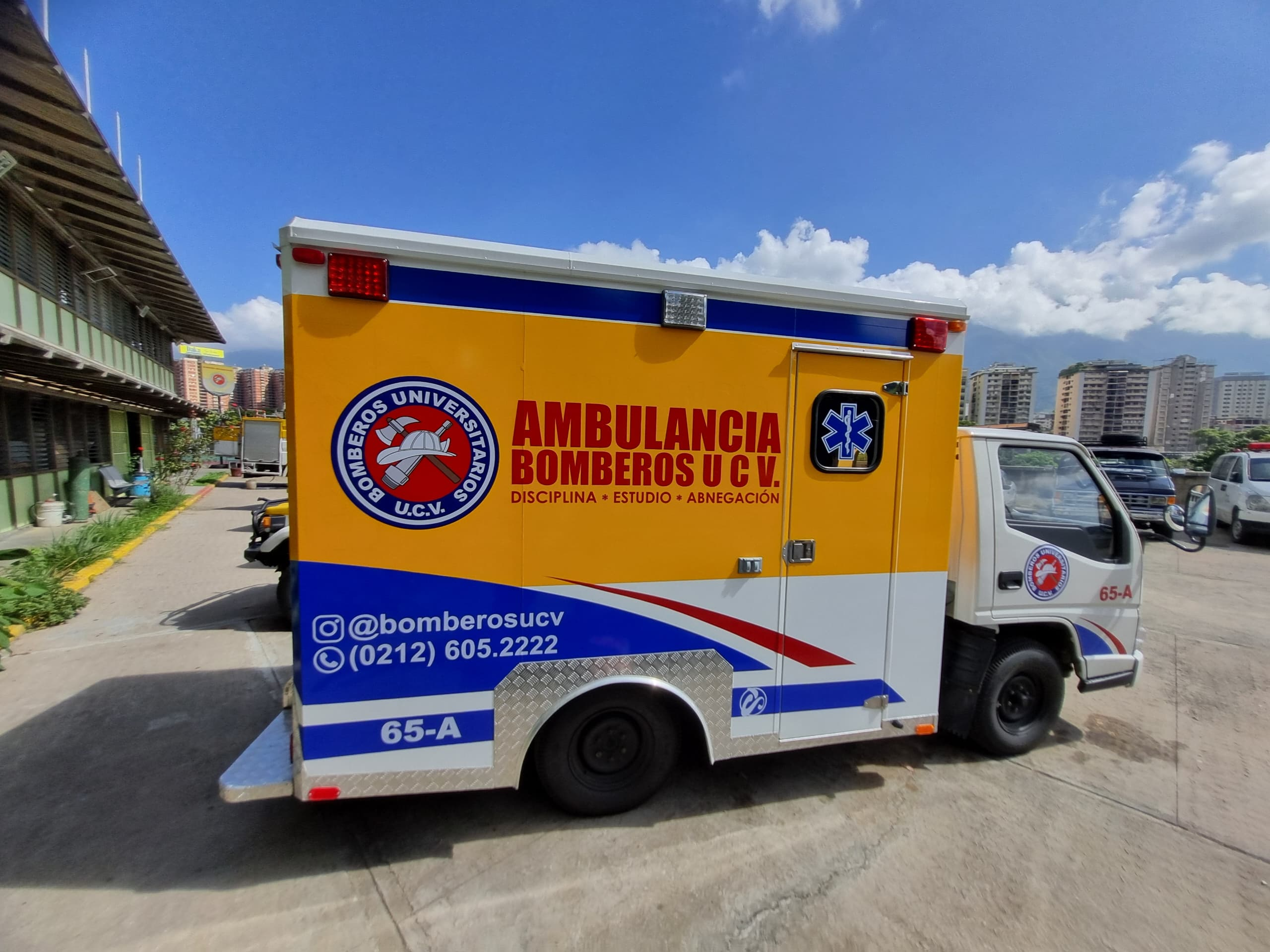
Unidad 09 Bomberos UCV

• Unidad 135 (Retirada por Intevep)     
Mercedes-Benz Unimog 1300 L. Unidad entregada por INTEVEP y leugo retirada por esa misma institución.      

## Brigada motorizada
Dentro del parque automotor, se cuenta con un grupo de motocicletas  de diferentes cilindradas y un grupo de efectivos que las opera, esto permite acceso expedito a diferentes tipos de emergencia dentro y fuera de la ciudad universitaria, incluso cuando hay tráfico denso, lo que acorta los tiempos de respuesta e incrementa efectividad. 
En sus inicios contó con una moto Vespa amarilla, posteriormente se recibió una verde que luego se pintó de amarillo. En algún momento se recibieron dos motos DR Blancas, una fue entregada posteriormanete al rectorado.  
Luego se recibieron 4 KLR. Para agosto de 2024 se tienen 4 KLR, 1 DR y una Vespa.  

## Brigada ciclística

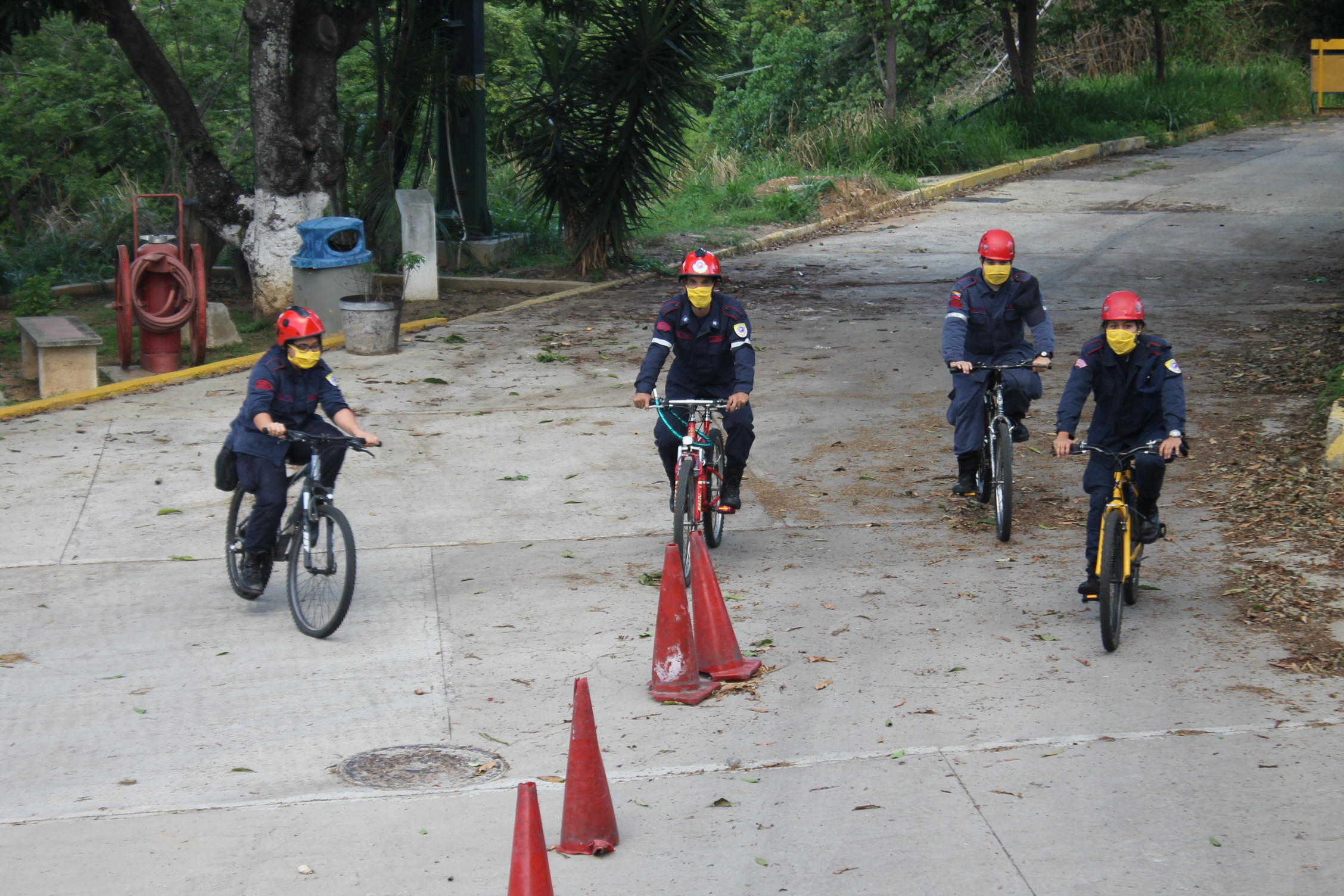
Brigada ciclística de Bomberos UCV (en tiempos de pandemia)

La Institución cuenta con una brigada ciclística que con bicicletas opera para atención inicial inmediata, guardias de prevención, acompañamiento de eventos deportivos y otros.   
El sábado 17 de agosto de 2024 organizaron una carrera / caminata 5K profondos para la reactivación, aún se trabaja en ello.

## Bomberos UCV Maracay
Se funda en marzo de 1961 en el campus de la Ciudad Jardín de Venezuela. 

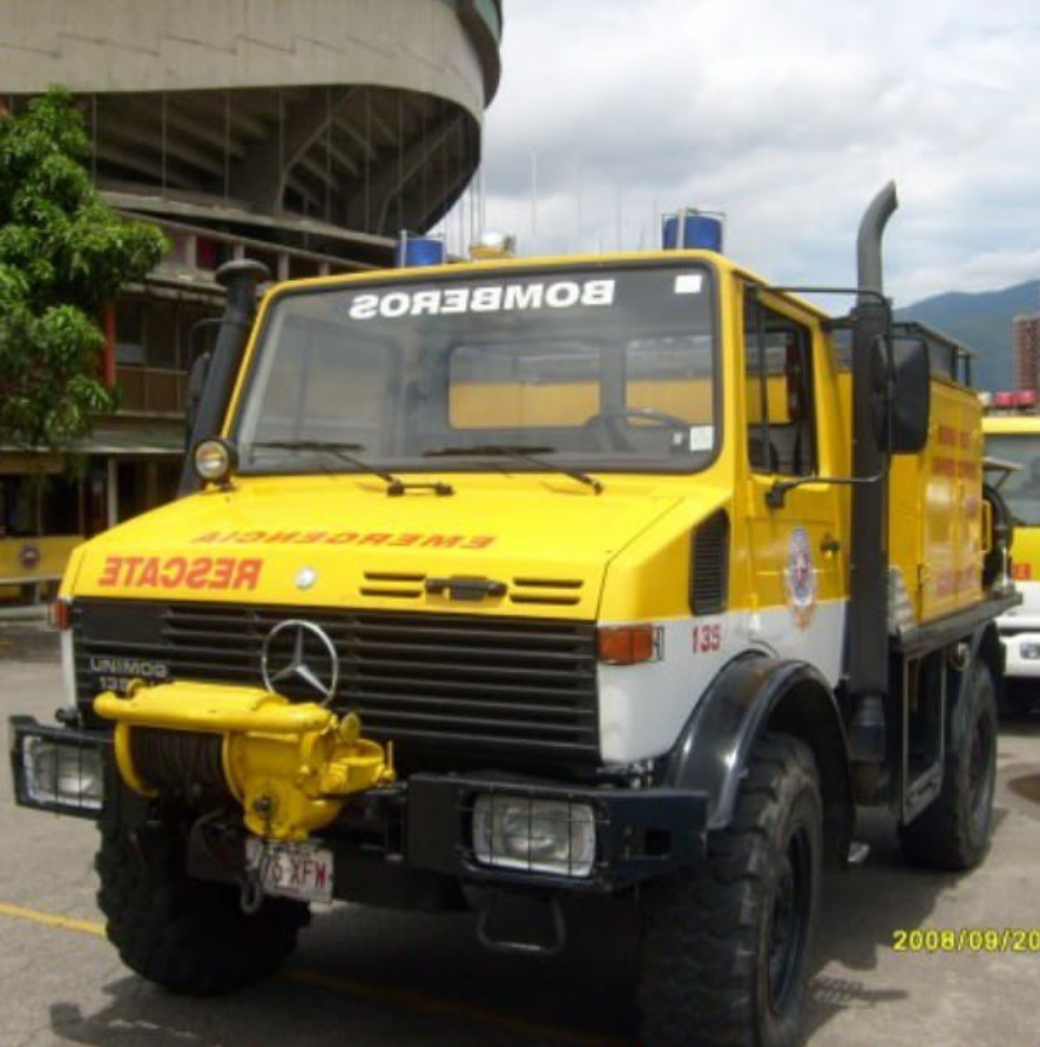
Unidad 135 de Bomberos UCV

Su lista de comandantes es: 
• Norca del Valle Rojas Masso 
• Leonardo Alberto Gil Mora
• Alberto Ernesto Barrios Gamboa
• Héctor Domingo Sandia Rondel
• Jorge Luis Ugarte Mujica
• Pedro  Manuel Bravo Falcón
• Freddy Omar Peñaloza Moncada
• Freddy José Rodríguez Moya
• Victor Hugo Avendaño Barrios
• Roger Alberto Rebolledo Marrón
• Carlos Alexander Zapata Pérez
• Nelia Josefina Oropeza Amador
• Maximiliano Méndez Morales
• Argenis Antonio Aparicio Díaz
• José Rufino Mendoza Mujica
• Luis Alberto Torres Prieto
• Dihawara Cristhian Peña Buitriago
• Edison Eric Tarazona Martínez
• Jorge Luis Tarteret
• Freddy Rodríguez  (2024 • 2025)
• Freddy Rodríguez  (2025 • 2026)